# Distretto di Hetang
Il distretto di Hetang (荷塘区S, Hétáng QūP) è un distretto della Cina, situato nella provincia di Hunan e amministrato dalla prefettura di Zhuzhou.